# 王鏡冠
王鏡冠（2月17日—），台北藝術大學戲劇學系表演組。綽號大冠，活躍於台灣劇場界，也參與許多兒童節目的演出，累積多年表演能量後，於2012年以《愛。回來》入圍金鐘獎戲劇類最佳男配角獎、2014年以《在河左岸》入圍金鐘獎戲劇類最佳男配角獎。

## 作品

### 電影
- 2006年《一年之初》
- 2008年《闘茶》
- 2011年《雞排英雄》
- 2011年《少年PI的奇幻漂流》
- 2016年《奉子不成婚》
- 2022年《再說一次我願意》
- 2023年《成功補習班》

### 電視
| 年份   | 頻道                       | 作品                             | 備註                                 |
| ------ | -------------------------- | -------------------------------- | ------------------------------------ |
| 2024年 | Netflix                    | 《影后》                         |                                      |
| 2022年 | 公視、MyVideo、台視        | 《茁劇場－誰說媽媽像月亮》       | 洪敏龍                               |
| 2022年 | 公視                       | 《村裡來了個暴走女外科》         | 阿璇                                 |
| 2020年 | 民視                       | 《三春記》                       | 阿源                                 |
| 2020年 | 公視台語台、華視主頻       | 《老姑婆的古董老菜單》           |                                      |
| 2019年 | 公視                       | 《殘值》                         | 阿吉                                 |
| 2019年 | 華視                       | 《俗女養成記》                   | 流浪漢                               |
| 2019年 | 公視                       | 《追夢 Do Re Mi》                |                                      |
| 2019年 | 大愛                       | 《掌中人生》                     | 潘兄                                 |
| 2017年 | 公視                       | 《麻醉風暴2》                    |                                      |
| 2017年 | 台視                       | 《植劇場-積木之家》              |                                      |
| 2016年 | 台視                       | 《植劇場-姜老師，妳談過戀愛嗎?》 |                                      |
| 2016年 | 芒果TV、八大綜合台、愛奇藝 | 《終極遊俠》                     |                                      |
| 2016年 | 大愛                       | 《我家的方程式》                 | 五金行老闆                           |
| 2015年 | 原住民族電視台             | 《米高級公寓》                   |                                      |
| 2015年 | 大愛                       | 《幸福在我家》                   |                                      |
| 2015年 | 大愛                       | 《党良家之味》                   | 阿力古                               |
| 2015年 | 衛視中文台                 | 《長不大的爸爸》                 |                                      |
| 2014年 | 公視人生劇展               | 《小島大象》                     |                                      |
| 2013年 | 客家電視台                 | 《在河左岸》                     | 入圍第四十九屆金鐘獎戲劇節目男主角獎 |
| 2016年 | 三立台灣台                 | 《紫色大稻埕》                   |                                      |
| 2013年 | 三立台灣台                 | 《含笑食堂》                     |                                      |
| 2012年 | 壹電視                     | 《愛味男女》                     |                                      |
| 2011年 | 三立台灣台                 | 《愛。回來》                     | 入圍第四十七屆金鐘獎戲劇節目男配角獎 |
| 2011年 | 台視                       | 《醉後決定愛上你》               |                                      |
| 2011年 | 客家電視台                 | 《阿憨妹》                       |                                      |
| 2011年 | 公視                       | 《美麗鏡界》                     |                                      |
| 2010年 | 大愛                       | 《我的寶貝》                     |                                      |
| 2009年 | 大愛                       | 《破浪而出》                     |                                      |
| 2008年 | 台視、三立都會台           | 《無敵珊寶妹》                   |                                      |
| 2007年 | 台視、三立都會台           | 《放羊的星星》                   |                                      |
| 2007年 | 台視、三立都會台           | 《鬥牛要不要》                   |                                      |
| 2007年 | 客家電視台                 | 《幸福派出所》                   |                                      |
| 2006年 | 台視、三立都會台           | 《王子變青蛙》                   |                                      |
| 2006年 | 台視、三立都會台           | 《愛情魔髮師》                   |                                      |
| 2004年 | 公視                       | 《奔馳的縱貫線》                 | 謝文和                               |

### 音樂錄影帶
- 2017 李國毅、BR、黃健瑋、王鏡冠、隆宸翰、許時豪、陽靚、賴澔哲〈Never Give Up〉

### 舞台劇
- 全民大劇團《同學會！同鞋～》音樂劇、《賽貂蟬》、《倒垃圾》、《短波》上海演出、《大紅帽與小野狼》、《瘋狂電視台》中國15個二線城市巡演
- 如果兒童劇團《豬探長的秘密檔案4-豬探長之死》《豬探長的秘密檔案3-棋逢敵手》、《依卡寶藏大冒險》、《隱形熊貓之女生無敵》、《舅舅的閣樓》、《NSO主題樂園—音樂航海王》 、《小花》、《六道鎖》、《神啊！請多給我一點時間》、《爺爺的旅行》、《東方夜譚》、《豬探長秘密檔案之通通不准動》、《豬探長的秘密檔案》、《1234567》
- 大風劇團《金蕉歲月》、《四月望雨》
- 太平盛世劇團《左拉的獨奏會》
- 連雅文打擊樂團《當我們童在一起》
- 天作之合劇場《MRT》
- 我城劇場《日常戀襲曲》、《請你閉嘴》
- 表演工作坊《遇見自己》、《外公的咖啡時光》

### 表演專業課程
- 三立藝能學院新人培訓課程
- EXPG PROFESSIONAL GYM
- 風賦娛樂新人戲劇課程
- 如果戲劇教室成人表演課
- 兒童戲劇夏令營活動組總策畫
- 如果兒童劇團活力戲劇教室專業教師
- 校園戲劇社團指導老師

## 音樂作品

### 單曲
- 2014年10月 <這是為你唱的歌> 《MRT》音樂劇
- 2017年9月 <Never Give Up> 《麻醉風暴2》電視劇片尾曲

## 入圍
- 2012年，以《愛。回來》入圍第47屆金鐘獎戲劇節目最佳男配角獎。
- 2014年，以《在河左岸》入圍第49屆金鐘獎戲劇節目最佳男配角獎。

## 外部連結
- 王鏡冠 (大冠)的Facebook專頁